# Nekrolog Oktober 2013
Nekrolog
◄◄
| ◄
| 2009
| 2010
| 2011
| 2012
| 2013 | 2014 | 2015 | 2016 | 2017 | ► | ►►
Januar |
Februar |
März |
April |
Mai |
Juni |
Juli |
August |
September |
Oktober |
November |
Dezember 2013
Weitere Ereignisse | Allgemeiner Nekrolog 2013
Die Beschreibung der verstorbenen Person sollte so kurz wie möglich gehalten sein und nur deren signifikante Tätigkeit(en) enthalten.
Neue Namen ggf. auch unter dem Geburts- und Sterbedatum, also etwa unter 1. Januar und im Geburts- und Sterbejahr (2024) eintragen (nur bei entsprechender großer Wichtigkeit). Für Beispiele siehe die schon vorhandenen Artikel.
Außerdem über die fünf zuletzt Verstorbenen, zu denen es einen ausreichend guten Artikel für eine Präsentation auf der Hauptseite gibt, nach der todesbedingten Überarbeitung der Artikel ggf. auch unter Wikipedia Diskussion:Hauptseite informieren und sie am besten auch in den anderen Wikipedia-Sprachversionen eintragen. Tipp: Regelmäßig bei news.google.de nach „ist tot“, „gestorben“ oder „verstorben“ suchen.
Wenn eine Person gestorben ist, gibt es viele Seiten zu dieser Person in der Wikipedia, die davon auch betroffen sind und entsprechend aktualisiert werden müssen. Beispiele: Namenübersichtsseite, Geburtsjahr, Geburtsort-Seiten und viele mehr.
Wie finde ich die betroffenen Seiten?
Im Suchfeld auf der linken Seite gibt man den Suchbegriff so ein: „Vorname Nachname“. Dann klickt man auf Volltext und alle Seiten mit entsprechendem Suchtext werden aufgerufen. Hier sieht man dann schnell, wo auch das Todesjahr Sinn macht oder sogar ein Teil des Artikels angepasst werden muss. Auch hilft das „Werkzeug“ auf der linken Seite sehr gut, um solche Seiten aufzufinden: „Links auf diese Seite“. Somit ist die Wikipedia wieder aktuell in allen Bereichen! Hinweis: bei Eintragung der Kategorie „Gestorben JAHR“ wird der Missbrauchsfilter 49 ausgelöst, was jedoch nicht schlimm ist. Siehe: Spezial:Missbrauchsfilter/49
Dies ist eine Liste von im Oktober 2013 verstorbenen bekannten Persönlichkeiten. Die Einträge erfolgen innerhalb der einzelnen Daten alphabetisch sortiert. Tiere sind im Nekrolog für Tiere zu finden.

## Oktober
| Tag         | Name                                   | Beruf, bekannt als                                                                              | Alter | Beleg  |
| ----------- | -------------------------------------- | ----------------------------------------------------------------------------------------------- | ----- | ------ |
| 1. Oktober  | Peter Broadbent                        | britischer Fußballspieler                                                                       | 80    |        |
| 1. Oktober  | Arnold I. Burns                        | US-amerikanischer Jurist und Politiker                                                          | 83    |        |
| 1. Oktober  | Tom Clancy                             | US-amerikanischer Schriftsteller                                                                | 66    |        |
| 1. Oktober  | Bert Evans                             | britischer Weltkriegsveteran                                                                    | 92    |        |
| 1. Oktober  | Imero Fiorentino                       | US-amerikanischer Lichtdesigner                                                                 | 85    |        |
| 1. Oktober  | Giuliano Gemma                         | italienischer Schauspieler                                                                      | 75    |        |
| 1. Oktober  | Werner Glogauer                        | deutscher Pädagoge und Hochschullehrer                                                          | 87    |        |
| 1. Oktober  | Israel Gutman                          | israelischer Historiker und Holocaustüberlebender                                               | 90    |        |
| 1. Oktober  | John Hopkins                           | britisch-australischer Dirigent                                                                 | 86    |        |
| 1. Oktober  | Dušan Jovanović                        | jugoslawischer Fußballspieler                                                                   | 66    |        |
| 1. Oktober  | Arnold A. Lazarus                      | US-amerikanischer Psychologe und Psychotherapeut                                                | 81    |        |
| 1. Oktober  | Juan Linz                              | deutsch-spanischer Politikwissenschaftler                                                       | 86    |        |
| 1. Oktober  | Ole Danbolt Mjøs                       | norwegischer Mediziner                                                                          | 74    |        |
| 1. Oktober  | Eduard Neuenschwander                  | Schweizer Architekt                                                                             | 89    |        |
| 1. Oktober  | Martin O’Toole                         | irischer Politiker                                                                              | 88    |        |
| 1. Oktober  | Drita Pelingu                          | albanische Schauspielerin                                                                       | 87    |        |
| 1. Oktober  | Norbert Randow                         | deutscher Übersetzer                                                                            | 83    |        |
| 1. Oktober  | Zdeněk Rytíř                           | tschechischer Lyriker                                                                           | 69    |        |
| 1. Oktober  | Juvenal Soto                           | chilenischer Fußballspieler                                                                     | 81    |        |
| 1. Oktober  | Arie van Wetten                        | niederländischer Radrennfahrer                                                                  | 79    |        |
| 2. Oktober  | Shun Akiyama                           | japanischer Literaturkritiker                                                                   | 83    |        |
| 2. Oktober  | Gerhard Daum                           | österreichischer Architekt und Designer                                                         | 82    |        |
| 2. Oktober  | Gottfried Fischer                      | deutscher Psychotherapeut und Psychoanalytiker                                                  | 69    |        |
| 2. Oktober  | Herbert O. House                       | US-amerikanischer Chemiker                                                                      | 83    |        |
| 2. Oktober  | Hilton A. Green                        | US-amerikanischer Filmproduzent                                                                 | 84    |        |
| 2. Oktober  | Herman Hugg                            | US-amerikanischer Künstler                                                                      | 92    |        |
| 2. Oktober  | Koloi Lebona                           | südafrikanischer Musikproduzent                                                                 | 71    | [ 1 ]  |
| 2. Oktober  | Uttam Chandarana                       | indischer Tischtennisspieler                                                                    |       |        |
| 2. Oktober  | Abraham Nemeth                         | US-amerikanischer Mathematiker und Erfinder                                                     | 94    |        |
| 2. Oktober  | Kaare Ørnung                           | norwegischer Pianist und Hochschullehrer                                                        | 82    |        |
| 2. Oktober  | Raoul Rizik                            | US-amerikanischer Schauspieler                                                                  | 65    |        |
| 3. Oktober  | Sari Abacha                            | nigerianischer Fußballspieler                                                                   | 34    |        |
| 3. Oktober  | Rubén Chávez                           | mexikanischer Fußballtorhüter                                                                   |       |        |
| 3. Oktober  | Sergei Below                           | sowjetisch-russischer Basketballspieler, -trainer und -funktionär                               | 69    |        |
| 3. Oktober  | Wolfgang Dihlmann                      | deutscher Radiologe                                                                             | 85    |        |
| 3. Oktober  | Amy Dombroski                          | US-amerikanische Radsportlerin                                                                  | 26    |        |
| 3. Oktober  | Frank D’Rone                           | US-amerikanischer Sänger und Gitarrist                                                          | 81    | [ 2 ]  |
| 3. Oktober  | Bill Eppridge                          | US-amerikanischer Fotojournalist                                                                | 75    |        |
| 3. Oktober  | Masae Kasai                            | japanische Volleyballspielerin                                                                  | 80    |        |
| 3. Oktober  | Nuri Kodamanoğlu                       | türkischer Politiker                                                                            | ≈90   |        |
| 3. Oktober  | Jan Ling                               | schwedischer Musikwissenschaftler und Hochschullehrer                                           | 79    |        |
| 3. Oktober  | Günter Loose                           | deutscher Textdichter                                                                           | 86    |        |
| 3. Oktober  | Christopher Monyoncho                  | kenianischer Musiker und Komponist                                                              | 68    |        |
| 3. Oktober  | Ernie Morgan                           | britischer Fußballspieler                                                                       | 86    |        |
| 3. Oktober  | Joan Thirsk                            | britische Historikerin                                                                          | 91    |        |
| 3. Oktober  | Ángeles Santos Torroella               | spanische Malerin                                                                               | 101   |        |
| 3. Oktober  | Chuck Smith                            | US-amerikanischer Prediger                                                                      | 86    |        |
| 3. Oktober  | Virginia Vincent                       | US-amerikanische Schauspielerin                                                                 | 95    |        |
| 3. Oktober  | Thomas L. Westbrook                    | US-amerikanischer Bischof                                                                       | 89    | [ 3 ]  |
| 4. Oktober  | Walter Androschin                      | österreichischer Gewerkschafter                                                                 | 54    |        |
| 4. Oktober  | Gerold Anrich                          | deutscher Verleger                                                                              | 71    |        |
| 4. Oktober  | Markus Büttiker                        | Schweizer Physiker                                                                              | 63    |        |
| 4. Oktober  | Carsten Buhck                          | deutscher Unternehmer                                                                           | 79    |        |
| 4. Oktober  | Ulric Cross                            | Jurist, Diplomat und Weltkriegsveteran aus Trinidad und Tobago                                  | 96    |        |
| 4. Oktober  | Christian Gailly                       | französischer Schriftsteller und Musiker                                                        | 70    |        |
| 4. Oktober  | Akira Miyoshi                          | japanischer Komponist                                                                           | 80    | [ 4 ]  |
| 4. Oktober  | Enrico Panattoni                       | italienischer Gelatiere                                                                         | 86    |        |
| 4. Oktober  | Ștefan Pavel                           | rumänischer Leichtathlet                                                                        | 26    |        |
| 4. Oktober  | Võ Nguyên Giáp                         | vietnamesischer General und Politiker                                                           | 102   |        |
| 4. Oktober  | Adolf Wächter                          | deutscher Bankmanager                                                                           | 96    |        |
| 4. Oktober  | Herman Wallace                         | US-amerikanischer Bürgerrechtler                                                                | 71    |        |
| 4. Oktober  | Dieter Walther                         | deutscher Theologe                                                                              | 83    |        |
| 5. Oktober  | Ruth Benerito                          | US-amerikanische Chemikerin und Erfinderin                                                      | 97    |        |
| 5. Oktober  | Erich Cviertna                         | tschechischer Fußballspieler und -trainer                                                       | 62    |        |
| 5. Oktober  | Ralph A. Dungan                        | US-amerikanischer Politikberater                                                                | 90    |        |
| 5. Oktober  | Pankraz Freitag                        | Schweizer Politiker                                                                             | 60    |        |
| 5. Oktober  | Paul Kienberg                          | deutscher Geheimdienstler                                                                       | 86    |        |
| 5. Oktober  | Carlo Lizzani                          | italienischer Filmregisseur und Drehbuchautor                                                   | 91    |        |
| 5. Oktober  | Fred Mifflin                           | kanadischer Politiker                                                                           | 75    |        |
| 5. Oktober  | Nicholas Oresko                        | US-amerikanischer Weltkriegsveteran                                                             | 96    |        |
| 5. Oktober  | Yakkun Sakurazuka                      | japanischer Komiker und Schauspieler                                                            | 37    |        |
| 5. Oktober  | Gustav-Adolf Voss                      | deutscher Physiker                                                                              | 84    |        |
| 5. Oktober  | Wang Kenan                             | chinesischer Wasserspringer                                                                     | 37    |        |
| 5. Oktober  | Butch Warren                           | US-amerikanischer Jazzmusiker                                                                   | 74    |        |
| 5. Oktober  | Winfried Weier                         | deutscher Philosoph                                                                             | 79    |        |
| 6. Oktober  | Christoph Blume                        | deutscher Manager                                                                               | 61    |        |
| 6. Oktober  | Paul Gredinger                         | Schweizer Manager                                                                               | 86    |        |
| 6. Oktober  | Wolfgang Heipertz                      | deutscher Chirurg                                                                               | 91    |        |
| 6. Oktober  | Bernd Hering                           | deutscher Maler                                                                                 | 89    |        |
| 6. Oktober  | María Elena Molinet                    | kubanische Bühnenbildnerin                                                                      | 94    |        |
| 6. Oktober  | Karl Nuß                               | deutscher Philosoph                                                                             | 87    |        |
| 6. Oktober  | Gabriele Renatus                       | deutsche Managerin und Politikerin                                                              | 61    |        |
| 6. Oktober  | Paul Rogers                            | britischer Schauspieler                                                                         | 96    |        |
| 6. Oktober  | Rudolf Sommer                          | österreichischer Politiker                                                                      | 90    |        |
| 6. Oktober  | Andrew Stewart                         | britischer Politiker                                                                            | 76    |        |
| 6. Oktober  | Dag Strpić                             | kroatischer Politologe                                                                          | 67    |        |
| 6. Oktober  | Senén Suárez                           | kubanischer Musiker                                                                             | 91    |        |
| 6. Oktober  | Nico van Kampen                        | niederländischer Physiker                                                                       | 92    |        |
| 7. Oktober  | Giorgos Amerikanos                     | griechischer Basketballspieler und -trainer                                                     | 70    |        |
| 7. Oktober  | Mick Buckley                           | britischer Fußballspieler                                                                       | 59    |        |
| 7. Oktober  | Giancarlo Cadè                         | italienischer Fußballspieler und -trainer                                                       | 83    |        |
| 7. Oktober  | Patrice Chéreau                        | französischer Regisseur                                                                         | 68    |        |
| 7. Oktober  | Joanna Chmielewska                     | polnische Schriftstellerin                                                                      | 81    |        |
| 7. Oktober  | Basil Dickinson                        | australischer Leichtathlet                                                                      | 98    |        |
| 7. Oktober  | Frank Gray                             | kanadisch-britischer Journalist                                                                 | 72    |        |
| 7. Oktober  | David E. Jeremiah                      | US-amerikanischer Admiral                                                                       | 79    |        |
| 7. Oktober  | Ovadja Josef                           | israelischer Großrabbiner                                                                       | 93    |        |
| 7. Oktober  | Peter Krüger                           | deutscher Brigadegeneral der Luftwaffe der Bundeswehr                                           | 78    | [ 5 ]  |
| 7. Oktober  | Annelore Kunze                         | deutsche Schauspielerin                                                                         | 93    |        |
| 7. Oktober  | Dick LaPalm                            | US-amerikanischer Promoter und Musikproduzent                                                   | 86    |        |
| 7. Oktober  | Leandro Mendoza                        | philippinischer Politiker                                                                       | 67    |        |
| 7. Oktober  | Ana Gloria Moya                        | argentinische Schriftstellerin                                                                  |       |        |
| 7. Oktober  | Ferdinand Reiter                       | österreichischer Politiker                                                                      | 87    |        |
| 7. Oktober  | Dietrich Riebensahm                    | deutscher Politiker                                                                             | 82    |        |
| 7. Oktober  | Joe Rogers                             | US-amerikanischer Politiker                                                                     | 49    |        |
| 7. Oktober  | Kokontei Shinba                        | japanischer Rakugo-Künstler                                                                     | 55    |        |
| 7. Oktober  | Juri Tschurbanow                       | sowjetischer General und Politiker                                                              | 76    |        |
| 8. Oktober  | Philip Chevron                         | irischer Musiker                                                                                | 56    |        |
| 8. Oktober  | Dieter Ertel                           | deutscher Journalist                                                                            | 86    |        |
| 8. Oktober  | Kristof Glamann                        | dänischer Historiker und Hochschullehrer                                                        | 90    |        |
| 8. Oktober  | Rod Grams                              | US-amerikanischer Politiker und Fernsehjournalist                                               | 65    |        |
| 8. Oktober  | Rodolphe Kasser                        | Schweizer Koptologe                                                                             | 86    |        |
| 8. Oktober  | Victor Kovats                          | ungarischer Extremsportler und Stuntman                                                         | 33    |        |
| 8. Oktober  | Rudolf Kügler                          | deutscher Maler                                                                                 | 92    |        |
| 8. Oktober  | Milan Matulović                        | jugoslawischer Schachspieler                                                                    | 78    |        |
| 8. Oktober  | Andy Pafko                             | US-amerikanischer Baseballspieler                                                               | 92    |        |
| 8. Oktober  | Akong Rinpoche                         | tibetischer Geistlicher und Autor                                                               | 73    |        |
| 8. Oktober  | Gerhard Rößler                         | deutscher Schriftsteller                                                                        | 86    |        |
| 8. Oktober  | Ingrid Skovgaard                       | dänische Moderatorin                                                                            | 75    |        |
| 8. Oktober  | Srihari                                | indischer Schauspieler                                                                          | 49    |        |
| 8. Oktober  | Khady Sylla                            | senegalesische Autorin                                                                          | 50    |        |
| 8. Oktober  | Larry Verne                            | US-amerikanischer Musiker und Filmschaffender                                                   | 77    |        |
| 9. Oktober  | Norma Bengell                          | brasilianische Schauspielerin                                                                   | 78    |        |
| 9. Oktober  | Theodor Dams                           | deutscher Agrar- und Wirtschaftswissenschaftler                                                 | 91    |        |
| 9. Oktober  | Paul Desmarais                         | kanadischer Unternehmer                                                                         | 86    |        |
| 9. Oktober  | Herwig Hofer                           | österreichischer Politiker                                                                      | 73    |        |
| 9. Oktober  | Stanley Kauffmann                      | US-amerikanischer Film- und Theaterkritiker                                                     | 97    |        |
| 9. Oktober  | Claude Kenneson                        | kanadischer Cellist und Musikpädagoge                                                           | 78    |        |
| 9. Oktober  | Robert Kindersley, 3. Baron Kindersley | britischer Peer, Politiker und Geschäftsmann                                                    | 84    |        |
| 9. Oktober  | Gerhard Krüger                         | deutscher Informatiker                                                                          | 80    |        |
| 9. Oktober  | António Baltasar Marcelino             | portugiesischer Bischof                                                                         | 83    |        |
| 9. Oktober  | Wilfried Martens                       | belgischer Politiker                                                                            | 77    |        |
| 9. Oktober  | Seymour Mullings                       | jamaikanischer Politiker                                                                        | 82    |        |
| 9. Oktober  | Moses Ogaga                            | nigerianischer Fußballspieler                                                                   | 26    |        |
| 9. Oktober  | Thomas Piccard                         | US-amerikanischer Amokschütze                                                                   | 55    |        |
| 9. Oktober  | Chopper Read                           | australischer Verbrecher und Autor                                                              | 58    |        |
| 9. Oktober  | Max Scheifele                          | deutscher Forstbeamter und -wissenschaftler                                                     | 92    |        |
| 9. Oktober  | Robert Struckl                         | österreichischer Leichtathlet                                                                   | 95    |        |
| 9. Oktober  | Maximiano Tuazon Cruz                  | philippinischer Bischof                                                                         | 90    |        |
| 10. Oktober | Mathias Bernath                        | deutscher Historiker                                                                            | 92    |        |
| 10. Oktober | Scott Carpenter                        | US-amerikanischer Astronaut                                                                     | 88    |        |
| 10. Oktober | Tomoyuki Dan                           | japanischer Schauspieler                                                                        | 50    |        |
| 10. Oktober | Wolfgang Doberauer                     | deutscher Wirtschaftsjurist                                                                     | 92    |        |
| 10. Oktober | Daniel Duval                           | französischer Schauspieler und Regisseur                                                        | 68    |        |
| 10. Oktober | Karsten Krohn                          | deutscher Chemiker (Organische Chemie)                                                          | 69    |        |
| 10. Oktober | Jan Kuehnemund                         | US-amerikanische Gitarristin                                                                    | 51    |        |
| 10. Oktober | Jay C. Levinson                        | US-amerikanischer Unternehmensberater                                                           | 80    |        |
| 10. Oktober | Klaus-Peter Lieb                       | deutscher Kernphysiker                                                                          | 74    |        |
| 10. Oktober | Norrie Martin                          | schottischer Fußballspieler                                                                     | 74    |        |
| 10. Oktober | Kumar Pallana                          | US-amerikanischer Schauspieler                                                                  | 94    |        |
| 10. Oktober | Margaret Comstock Pierce               | US-amerikanische Politikerin                                                                    | 59    |        |
| 10. Oktober | Kazem Sarikhani                        | iranischer Judoka und Olympiateilnehmer                                                         | 35    |        |
| 10. Oktober | Cal Smith                              | US-amerikanischer Countrysänger                                                                 | 81    |        |
| 10. Oktober | Antoon Vergote                         | belgischer Priester, Theologe und Psychologe                                                    | 91    |        |
| 10. Oktober | Georg Weinhold                         | deutscher Bischof                                                                               | 78    |        |
| 10. Oktober | Harald Weiß                            | deutscher Journalist                                                                            | 58    |        |
| 10. Oktober | Zheng Tianxiang                        | chinesischer Politiker                                                                          | 99    |        |
| 11. Oktober | Wadih al-Safi                          | libanesischer Sänger                                                                            | 92    |        |
| 11. Oktober | Klaus Behrendt                         | deutscher Schauspieler                                                                          | 92    |        |
| 11. Oktober | Uwe Ehret                              | deutscher Fußballspieler und -trainer                                                           | 58    |        |
| 11. Oktober | Wadih El Safi                          | libanesischer Sänger, Songwriter, Komponist und Schauspieler                                    | 91    |        |
| 11. Oktober | Margarita Ferrá de Bartol              | argentinische Politikerin                                                                       | 78    |        |
| 11. Oktober | Zaine Fierce                           | australischer Travestiekünstler                                                                 | 32    |        |
| 11. Oktober | Dieter Grospitz                        | deutscher Journalist                                                                            | 72    |        |
| 11. Oktober | Burak Karan                            | deutsch-türkischer Fußballspieler und Islamist                                                  | 26    |        |
| 11. Oktober | Pierre Massimi                         | französischer Schauspieler                                                                      | 78    |        |
| 11. Oktober | Władysław Matuszkiewicz                | polnischer Geobotaniker und Pflanzensoziologe                                                   | 92    |        |
| 11. Oktober | Inessa Minejewa                        | sowjetische bzw. russische Geochemikerin                                                        | 77    |        |
| 11. Oktober | Karl Georg Oschmann                    | deutscher Politiker                                                                             | 84    |        |
| 11. Oktober | Erich Priebke                          | deutscher Kriegsverbrecher                                                                      | 100   |        |
| 11. Oktober | Jürgen Rieck                           | deutscher Karnevalist                                                                           | 77    |        |
| 11. Oktober | Peter Schieder                         | österreichischer Politiker                                                                      | 72    |        |
| 11. Oktober | Willy Schmid                           | Schweizer Sänger                                                                                | 85    |        |
| 11. Oktober | Sahan Simon Sivaciyan                  | armenischer Bischof                                                                             | 87    |        |
| 11. Oktober | William H. Sullivan                    | US-amerikanischer Diplomat                                                                      | 90    |        |
| 11. Oktober | Preben B. Søborg                       | dänischer Journalist                                                                            | 70    |        |
| 11. Oktober | Hedda Theen-Pontoppidan                | deutsche Malerin und Restauratorin                                                              | 101   |        |
| 11. Oktober | María de Villota                       | spanische Automobilrennfahrerin                                                                 | 33    |        |
| 12. Oktober | Marcelina Alfra                        | deutsche Ordensfrau                                                                             | 80    |        |
| 12. Oktober | Jacques Charland                       | kanadischer Skispringer                                                                         | 83    |        |
| 12. Oktober | Glen Dell                              | südafrikanischer Kunstflugpilot                                                                 | 50    |        |
| 12. Oktober | George Herbig                          | US-amerikanischer Astronom                                                                      | 93    |        |
| 12. Oktober | Oscar Hijuelos                         | US-amerikanischer Schriftsteller                                                                | 62    |        |
| 12. Oktober | Ulf Linde                              | schwedischer Schriftsteller, Kunstkritiker, Jazzmusiker und Komponist                           | 84    |        |
| 12. Oktober | Hans Wilhelm Longva                    | norwegischer Jurist und Diplomat                                                                | 71    |        |
| 12. Oktober | Michelle Madoff                        | US-amerikanische Politikerin                                                                    | 85    |        |
| 12. Oktober | Adelgunde Mertensacker                 | deutsche Politikerin und Hochschullehrerin                                                      | 73    |        |
| 12. Oktober | Rose Meth                              | polnisch-amerikanische Widerstandskämpferin im KZ Auschwitz-Birkenau, Überlebende des Holocaust | 87    |        |
| 12. Oktober | Leon N. Moses                          | US-amerikanischer Wirtschaftswissenschaftler                                                    | 88    |        |
| 12. Oktober | Arthur Olsson                          | schwedischer Skilangläufer                                                                      | 87    |        |
| 12. Oktober | Mann Rubin                             | US-amerikanischer Drehbuchautor                                                                 | 85    |        |
| 12. Oktober | Hans-Christian Sarrazin                | deutscher Mediziner und Schriftsteller                                                          | 99    |        |
| 13. Oktober | Olga Arossewa                          | russische Schauspielerin                                                                        | 87    |        |
| 13. Oktober | John Barrard                           | Schauspieler und Fernsehschauspieler                                                            | 89    |        |
| 13. Oktober | Carmel Bodel                           | US-amerikanische Eiskunstläuferin                                                               | 101   |        |
| 13. Oktober | Martin Drewes                          | deutscher Pilot                                                                                 | 94    |        |
| 13. Oktober | Vasile Fanache                         | rumänischer Romanist und Rumänist                                                               | 79    | [ 6 ]  |
| 13. Oktober | Bob Greene                             | US-amerikanischer Autor und Jazzpianist                                                         | 91    |        |
| 13. Oktober | Otto Helbig                            | US-amerikanischer Musiker, Komponist und Arrangeur                                              | 98    |        |
| 13. Oktober | Angela Moldovan                        | rumänische Sängerin                                                                             | 86    |        |
| 13. Oktober | Ozawa Tatsuo                           | japanischer Politiker                                                                           | 96    |        |
| 13. Oktober | Maxine Powell                          | US-amerikanische Choreographin                                                                  | 98    |        |
| 13. Oktober | Philippos Syrigos                      | griechischer Journalist und Sportkommentator                                                    | 65    |        |
| 13. Oktober | Antti Tyrväinen                        | finnischer Biathlet                                                                             | 79    |        |
| 13. Oktober | Tommy Whittle                          | britischer Jazzmusiker                                                                          | 87    |        |
| 13. Oktober | Claas Willeke                          | deutscher Musiker und Hochschullehrer                                                           | 47    |        |
| 13. Oktober | Takashi Yanase                         | japanischer Manga-Zeichner                                                                      | 94    |        |
| 14. Oktober | José Borello                           | argentinischer Fußballspieler                                                                   | 83    |        |
| 14. Oktober | Toni Catany                            | spanischer Fotograf                                                                             | 71    |        |
| 14. Oktober | James Joseph Daly                      | US-amerikanischer Bischof                                                                       | 92    |        |
| 14. Oktober | Paula Fuchs                            | deutsche Politikerin                                                                            | 91    |        |
| 14. Oktober | Arnold Kirsch                          | deutscher Mathematikdidaktiker                                                                  | 91    |        |
| 14. Oktober | Ewald Lang                             | deutscher Linguist                                                                              | 71    |        |
| 14. Oktober | Pauke Meijers                          | niederländischer Fußballspieler                                                                 | 79    |        |
| 14. Oktober | Bruno Metsu                            | französischer Fußballspieler und -trainer                                                       | 59    |        |
| 14. Oktober | Frank Moore                            | US-amerikanischer Musiker, Maler und Dichter                                                    | 67    |        |
| 14. Oktober | Karl Musil                             | österreichischer Tänzer                                                                         | 73    |        |
| 14. Oktober | T. D. Ranga Ramanujan                  | indischer Tischtennisfunktionär                                                                 | 92    |        |
| 15. Oktober | Donald Bailey                          | US-amerikanischer Jazz-Schlagzeuger                                                             | 79    |        |
| 15. Oktober | Arsala Dschamal                        | afghanischer Politiker                                                                          | ≈47   | [ 7 ]  |
| 15. Oktober | Sean Edwards                           | britischer Automobilrennfahrer                                                                  | 26    |        |
| 15. Oktober | Rudolf Friedrich                       | Schweizer Politiker                                                                             | 90    |        |
| 15. Oktober | Alfred Gilch                           | deutscher Schulleiter und Ministerialbeamter                                                    | 95    |        |
| 15. Oktober | Eugène Lecrosnier                      | französischer Bischof                                                                           | 90    |        |
| 15. Oktober | Gloria Lynne                           | US-amerikanische Sängerin                                                                       | 83    |        |
| 15. Oktober | Elisabeth Markstein                    | österreichische Slawistin, Übersetzerin und Autorin                                             | 84    |        |
| 15. Oktober | Oral Muchamedschanow                   | kasachischer Politiker                                                                          | 64    |        |
| 15. Oktober | Ada van Randwijk-Henstra               | niederländische Lehrerin und Widerstandskämpferin                                               | 101   |        |
| 15. Oktober | Gustav Ranis                           | deutschamerikanischer Ökonom und Hochschullehrer                                                | 83    |        |
| 15. Oktober | Hans Riegel junior                     | deutscher Unternehmer                                                                           | 90    |        |
| 15. Oktober | Martin Schäfer                         | deutscher Fernsehproduzent                                                                      | 46    |        |
| 15. Oktober | Reiner Schilling                       | deutscher Ringer                                                                                | 70    |        |
| 15. Oktober | Erwin Schleberger                      | deutscher Jurist, Lehrbeauftragter und Politiker                                                | 82    |        |
| 15. Oktober | Veit Stürmer                           | deutscher Archäologe                                                                            | 56    |        |
| 16. Oktober | Bruno Bonamigo                         | kanadischer Fernseh- und Filmregisseur                                                          | 48    |        |
| 16. Oktober | Albert Bourlon                         | französischer Radrennfahrer                                                                     | 96    |        |
| 16. Oktober | Renzo Cerrato                          | italienischer Filmregisseur                                                                     | 93    |        |
| 16. Oktober | Govind Purushottam Deshpande           | indischer Dramatiker und Buchautor                                                              | 74    |        |
| 16. Oktober | Carlos Gámir Prieto                    | spanischer Diplomat                                                                             | 99    |        |
| 16. Oktober | Ed Lauter                              | US-amerikanischer Schauspieler                                                                  | 74    | [ 8 ]  |
| 16. Oktober | Klaus Leckebusch                       | deutscher Rechtsanwalt                                                                          | 83    |        |
| 16. Oktober | Erhard Meinhold                        | deutscher Fußballspieler                                                                        | 90    |        |
| 16. Oktober | Simon Phillips                         | britischer Automobilrennfahrer                                                                  | 79    |        |
| 16. Oktober | György Pribil                          | ungarischer Gitarrist und Songwriter                                                            | 46    |        |
| 16. Oktober | Kurt Schaffer                          | österreichischer Sänger, Musiker und Liedermacher                                               | 85    |        |
| 16. Oktober | Aurelia Sălăgean-Tudor                 | rumänische Handballspielerin                                                                    | 77    |        |
| 16. Oktober | David Frederick Wertz                  | US-amerikanischer Bischof                                                                       | 97    |        |
| 16. Oktober | Ye Duzheng                             | chinesischer Meteorologe                                                                        | 97    |        |
| 17. Oktober | Howard Brofsky                         | US-amerikanischer Jazz-Kornettist und Musikpädagoge                                             | 86    |        |
| 17. Oktober | Giorgio Dellagiovanna                  | italienischer Fußballspieler                                                                    | 72    |        |
| 17. Oktober | Peter Ehlbeck                          | deutscher Faustballspieler                                                                      | 92    |        |
| 17. Oktober | Dieter Frowein-Lyasso                  | deutscher Unternehmer, Kunstsammler, Künstler und Mäzen                                         | 68    |        |
| 17. Oktober | Antonio Guidi                          | italienischer Schauspieler und Synchronsprecher                                                 | 85    |        |
| 17. Oktober | Klaus Heine                            | deutscher Physiker und Mathematiker                                                             | 58    |        |
| 17. Oktober | Arthur Maxwell House                   | kanadischer Politiker                                                                           | 87    |        |
| 17. Oktober | Addi Jacobi                            | deutscher Journalist und Publizist                                                              | 77    |        |
| 17. Oktober | Juan Pérez Pérez                       | kubanischer Baseballspieler                                                                     | 62    |        |
| 17. Oktober | Rolf Rödel                             | deutscher Konteradmiral                                                                         | 73    |        |
| 17. Oktober | Michael Sarp                           | Schweizer Unternehmer                                                                           | 65    |        |
| 17. Oktober | Lou Scheimer                           | US-amerikanischer Produzent                                                                     | 84    |        |
| 17. Oktober | Rene Simpson                           | kanadische Tennisspielerin und -trainerin                                                       | 47    |        |
| 17. Oktober | Heinrich Strecker                      | deutscher Mathematiker                                                                          | 91    |        |
| 17. Oktober | Claudio Toro                           | chilenischer Fußballspieler                                                                     | 59    |        |
| 17. Oktober | Erica Vaal                             | österreichische Moderatorin und Schauspielerin                                                  | 85    |        |
| 17. Oktober | Günter Willumeit                       | deutscher Zahnarzt und Komiker                                                                  | 71    |        |
| 18. Oktober | Francisco Rafael Arellano Félix        | mexikanischer Drogenboss                                                                        | 63    | [ 9 ]  |
| 18. Oktober | Ravuri Bharadhwaja                     | indischer Schriftsteller                                                                        | 86    |        |
| 18. Oktober | Mary Carver                            | US-amerikanische Schauspielerin                                                                 | 89    |        |
| 18. Oktober | Felix Dexter                           | britischer Komiker                                                                              | 52    |        |
| 18. Oktober | Charlie Dickson                        | schottischer Fußballspieler                                                                     | 90    |        |
| 18. Oktober | Tom Foley                              | US-amerikanischer Politiker                                                                     | 84    |        |
| 18. Oktober | Norman Geras                           | britisch-simbabwischer Autor                                                                    | 70    |        |
| 18. Oktober | Ingeborg Huld-Zetsche                  | deutsche Provinzialrömische Archäologin                                                         | 79    |        |
| 18. Oktober | Roland Janes                           | US-amerikanischer Gitarrist und Musikproduzent                                                  | 80    |        |
| 18. Oktober | Janina Katz                            | dänische Schriftstellerin, Übersetzerin und Dichterin                                           | 74    |        |
| 18. Oktober | Wolfgang Mettlach                      | deutscher Orchesterleiter                                                                       | 82    |        |
| 18. Oktober | Keith Panter-Brick                     | britischer Politikwissenschaftler                                                               | 93    |        |
| 18. Oktober | Bum Phillips                           | US-amerikanischer American-Football-Trainer                                                     | 90    |        |
| 18. Oktober | Alexander James Quinn                  | US-amerikanischer Bischof                                                                       | 81    |        |
| 18. Oktober | Andrei Schirjajew                      | russischer Dichter                                                                              | 48    |        |
| 18. Oktober | Richard Sprüngli                       | Schweizer Unternehmer                                                                           | 97    |        |
| 18. Oktober | Jan Stankovsky                         | österreichischer Wirtschaftsforscher                                                            | 78    |        |
| 18. Oktober | Allan Stanley                          | kanadischer Eishockeyspieler                                                                    | 87    |        |
| 18. Oktober | Bill Young                             | US-amerikanischer Politiker                                                                     | 82    |        |
| 19. Oktober | Hilda Hänchen                          | deutsche Physikerin                                                                             | 94    |        |
| 19. Oktober | Rosario Martinelli                     | Schweizer Fußballspieler                                                                        | 72    |        |
| 19. Oktober | John Bergamo                           | US-amerikanischer Schlagzeuger und Komponist                                                    | 73    |        |
| 19. Oktober | Georges Descrières                     | französischer Schauspieler                                                                      | 83    |        |
| 19. Oktober | Ulrich Feldhoff                        | deutscher Sportfunktionär                                                                       | 75    | [ 10 ] |
| 19. Oktober | Lage Fosheim                           | norwegischer Musiker                                                                            | 55    |        |
| 19. Oktober | Noel Harrison                          | britischer Sänger und Schauspieler                                                              | 79    |        |
| 19. Oktober | Ronald Shannon Jackson                 | US-amerikanischer Jazz-Schlagzeuger                                                             | 73    |        |
| 19. Oktober | Wladimir Keilis-Borok                  | russischer Geophysiker und Erdbebenforscher                                                     | 92    |        |
| 19. Oktober | William C. Lowe                        | US-amerikanischer Ingenieur                                                                     | 72    |        |
| 19. Oktober | Karl Mostböck                          | österreichischer Künstler                                                                       | 92    |        |
| 19. Oktober | Jakkrit Panichpatikum                  | thailändischer Sportschütze                                                                     | 40    |        |
| 19. Oktober | K. Raghavan                            | indischer Komponist                                                                             | 99    |        |
| 19. Oktober | Mikihiko Renjō                         | japanischer Schriftsteller                                                                      | 65    | [ 11 ] |
| 19. Oktober | Geoff Smith                            | englischer Fußballspieler                                                                       | 85    |        |
| 19. Oktober | Mahmoud Zoufonoun                      | iranischer Musiker                                                                              | 93    |        |
| 19. Oktober | Wiktor Zybulenko                       | ukrainischer Leichtathlet                                                                       | 83    |        |
| 20. Oktober | Agustín Alles Soberón                  | kubanischer Journalist                                                                          | 87    |        |
| 20. Oktober | Michele Barra                          | Schweizer Politiker                                                                             | 60    |        |
| 20. Oktober | Jovanka Broz                           | jugoslawische First Lady                                                                        | 88    |        |
| 20. Oktober | René Buser                             | Schweizer Tennisspieler                                                                         | 91    |        |
| 20. Oktober | Dimiter Gotscheff                      | bulgarischer Theaterregisseur                                                                   | 70    |        |
| 20. Oktober | Bernardo Filipe Governo                | mosambikanischer Bischof                                                                        | 74    |        |
| 20. Oktober | Don James                              | US-amerikanischer American-Football-Spieler und -Trainer                                        | 80    |        |
| 20. Oktober | Joginder Singh                         | kenianisch-indischer Rennfahrer                                                                 | 81    |        |
| 20. Oktober | Rune T. Kidde                          | dänischer Schriftsteller und Dichter                                                            | 56    |        |
| 20. Oktober | Jamalul Kiram III                      | philippinischer Politiker                                                                       | 75    |        |
| 20. Oktober | Lawrence Klein                         | US-amerikanischer Wirtschaftswissenschaftler                                                    | 93    |        |
| 20. Oktober | Alain Lascoux                          | französischer Mathematiker                                                                      | 69    |        |
| 20. Oktober | Émile Louis                            | französischer Serienmörder                                                                      | 79    |        |
| 20. Oktober | Hermann Makkink                        | niederländischer Bildhauer, Grafiker und Zeichner                                               | 75    |        |
| 20. Oktober | Dick Morgan                            | US-amerikanischer Jazzmusiker                                                                   | 84    |        |
| 20. Oktober | Imre Nagy                              | ungarischer Moderner Fünfkämpfer                                                                | 80    |        |
| 20. Oktober | Jackie Rea                             | irischer Snookerspieler                                                                         | 92    |        |
| 20. Oktober | Nacho Sáenz de Tejada                  | spanischer Musiker und Journalist                                                               | 64    |        |
| 20. Oktober | Bobby Thomas                           | US-amerikanischer Jazz-Schlagzeuger, Musikpädagoge und Komponist                                | 80    |        |
| 20. Oktober | Larri Thomas                           | US-amerikanische Tänzerin und Schauspielerin                                                    | 81    |        |
| 21. Oktober | Bud Adams                              | US-amerikanischer Geschäftsmann und Sportoffizieller                                            | 90    |        |
| 21. Oktober | Johann Bauer                           | deutscher Politiker (CSU)                                                                       | 87    |        |
| 21. Oktober | Gianni Ferrio                          | italienischer Komponist                                                                         | 88    |        |
| 21. Oktober | Algirdas Gricius                       | litauischer Politiker                                                                           | 76    |        |
| 21. Oktober | Keryn Jordan                           | südafrikanischer Fußballspieler                                                                 | 37    |        |
| 21. Oktober | Rune T. Kidde                          | dänischer Schriftsteller                                                                        | 56    |        |
| 21. Oktober | Joachim Kormann                        | deutscher Verwaltungsjurist                                                                     | 71    |        |
| 21. Oktober | Major Owens                            | US-amerikanischer Politiker                                                                     | 77    |        |
| 21. Oktober | Andrei Petrakow                        | russischer Eishockeyspieler                                                                     | 37    |        |
| 21. Oktober | Dick van den Polder                    | niederländischer Fußballspieler                                                                 | 79    |        |
| 21. Oktober | Ljubow Putschkowa                      | sowjetische bzw. russische Bäckerei-Ingenieurin und Hochschullehrerin                           | 91    |        |
| 21. Oktober | Dmitri Saikin                          | sowjetischer Pilot und Raumfahreranwärter                                                       | 81    |        |
| 21. Oktober | Stuart Williams                        | englischer Rugbyspieler                                                                         | 33    |        |
| 21. Oktober | Gottfried Wolff                        | deutscher Politiker                                                                             | 85    |        |
| 21. Oktober | Óscar Yanes                            | venezolanischer Autor                                                                           | 86    |        |
| 22. Oktober | Oriol Bohigas                          | französisch-spanischer Physiker                                                                 | 75    |        |
| 22. Oktober | Niall Donoghue                         | irischer Hurler                                                                                 | 22    |        |
| 22. Oktober | Lajos Für                              | ungarischer Historiker und Politiker                                                            | 82    |        |
| 22. Oktober | William Harrison                       | US-amerikanischer Schriftsteller                                                                | 79    |        |
| 22. Oktober | Friedrich Kübler                       | deutscher Jurist und Professor an der Universität Frankfurt                                     | 81    |        |
| 22. Oktober | Hou Renzhi                             | chinesischer Geograph                                                                           | 101   |        |
| 22. Oktober | Théophile Georges Kassab               | syrischer Erzbischof                                                                            | 68    |        |
| 22. Oktober | Yanwari Kazama                         | japanischer Comic-Zeichner                                                                      | 36    |        |
| 22. Oktober | Helmut Lander                          | deutscher Bildhauer                                                                             | 88    |        |
| 22. Oktober | Francisco Leal                         | mexikanischer Boxer                                                                             | 26    |        |
| 22. Oktober | Kadir Özcan                            | türkischer Fußballspieler und -trainer                                                          | 61    |        |
| 22. Oktober | Michail Schoifet                       | russischer Hypnotherapeut und Hypnologe                                                         | 66    |        |
| 22. Oktober | Piotr Wala                             | polnischer Skispringer                                                                          | 76    |        |
| 23. Oktober | Raffael Becker                         | deutscher Maler und Bildhauer                                                                   | 91    |        |
| 23. Oktober | Wes Bialosuknia                        | US-amerikanischer Basketballspieler                                                             | 68    |        |
| 23. Oktober | Anthony Joseph Burgess                 | australischer Bischof                                                                           | 75    |        |
| 23. Oktober | Anthony Caro                           | britischer Bildhauer                                                                            | 89    |        |
| 23. Oktober | Hildegard Feidel-Mertz                 | deutsche Erziehungswissenschaftlerin                                                            | 83    |        |
| 23. Oktober | John T. Gregorio                       | US-amerikanischer Politiker                                                                     | 85    |        |
| 23. Oktober | Hans Gschnitzer                        | österreichischer Volkskundler und Museumsleiter                                                 | 75    |        |
| 23. Oktober | Philip Hobel                           | US-amerikanischer Film- und Fernsehproduzent                                                    | 92    |        |
| 23. Oktober | Bhau Kalchuri                          | indischer Schriftsteller und Dichter                                                            | 86    |        |
| 23. Oktober | Hans-Joachim Koloss                    | deutscher Ethnologe und Museumswissenschaftler                                                  | 75    |        |
| 23. Oktober | Siegfried Krepp                        | deutscher Bildhauer und Maler                                                                   | 83    |        |
| 23. Oktober | Dolores Lambaša                        | kroatische Film- und Theaterschauspielerin                                                      | 32    |        |
| 23. Oktober | Walter Liederschmitt                   | deutscher Liedermacher und Autor                                                                | 64    |        |
| 23. Oktober | Erich Mauss                            | österreichischer Politiker                                                                      | 87    |        |
| 23. Oktober | Gypie Mayo                             | britischer Gitarrist und Songschreiber                                                          | 62    |        |
| 23. Oktober | Bill Mazer                             | US-amerikanischer Sportkommentator                                                              | 92    |        |
| 23. Oktober | Bodo Müller                            | deutscher Romanist und Hispanist                                                                | 89    |        |
| 23. Oktober | Bridget Oppenheimer                    | südafrikanische Pferderennstallbesitzerin                                                       | 92    |        |
| 23. Oktober | Eugen Seibold                          | deutscher Meeresgeologe                                                                         | 95    |        |
| 23. Oktober | Esteban Siller                         | mexikanischer Schauspieler und Synchronsprecher                                                 | 82    |        |
| 23. Oktober | Manfred Zucker                         | deutscher Schachkomponist und -Autor                                                            | 75    |        |
| 24. Oktober | Michail Bank                           | sowjetischer bzw. russischer Pianist                                                            | 84    |        |
| 24. Oktober | Antonia Bird                           | englische Filmregisseurin                                                                       | 62    |        |
| 24. Oktober | Toto Blanke                            | deutscher Jazz-Gitarrist                                                                        | 77    |        |
| 24. Oktober | Andrea Cipriano Brambilla              | italienischer Komiker                                                                           | 67    |        |
| 24. Oktober | Manna Dey                              | indischer Sänger                                                                                | 94    |        |
| 24. Oktober | Manolo Escobar                         | spanischer Sänger                                                                               | 82    |        |
| 24. Oktober | Paul Feuchte                           | deutscher Rechtswissenschaftler, Ministerialbeamter und Hochschullehrer                         | 93    |        |
| 24. Oktober | Armin Gontermann                       | deutscher Übersetzer und Lektor                                                                 | 55    |        |
| 24. Oktober | Brooke Greenberg                       | medizinischer Einzelfall                                                                        | 20    |        |
| 24. Oktober | Ben Haden                              | US-amerikanischer Fernsehprediger                                                               | 88    |        |
| 24. Oktober | Hartmut Haupt                          | deutscher Fußballspieler                                                                        | 68    |        |
| 24. Oktober | Rosa Hillebrand                        | deutsche Politikerin                                                                            | 94    |        |
| 24. Oktober | Horst Kremling                         | deutscher Mediziner                                                                             | 93    |        |
| 24. Oktober | Ana Bertha Lepe                        | mexikanische Schauspielerin                                                                     | 80    |        |
| 24. Oktober | Boris Magaš                            | jugoslawischer bzw. kroatischer Architekt                                                       | 83    |        |
| 24. Oktober | Lew Mayne                              | US-amerikanischer American-Football-Spieler                                                     | 93    |        |
| 24. Oktober | Raymond Mwanyika                       | tansanischer Bischof                                                                            | 83    |        |
| 24. Oktober | Sivar Nordström                        | schwedischer Orientierungsläufer                                                                | 80    |        |
| 24. Oktober | Kadir Nurman                           | türkischer Unternehmer und Erfinder                                                             | 80    |        |
| 24. Oktober | Augusto Odone                          | italienischer Wirtschaftswissenschaftler                                                        | 80    |        |
| 24. Oktober | Ebbe Parsner                           | dänischer Ruderer                                                                               | 91    |        |
| 24. Oktober | Héctor Quintanar                       | mexikanischer Komponist und Dirigent                                                            | 77    |        |
| 24. Oktober | Reggie Rogers                          | US-amerikanischer American-Football-Spieler                                                     | 49    |        |
| 24. Oktober | Markus Ruthardt                        | österreichischer Journalist                                                                     | 64    |        |
| 24. Oktober | Somdet Phra Nyanasamvara Suvaddhana    | thailändischer Mönchspatriarch                                                                  | 100   |        |
| 24. Oktober | Henry Taylor                           | britischer Automobilrennfahrer                                                                  | 80    |        |
| 24. Oktober | Deborah Turbeville                     | US-amerikanische Modefotografin                                                                 | 81    |        |
| 25. Oktober | Ron Ackland                            | neuseeländischer Rugbyspieler und -trainer                                                      | 78    |        |
| 25. Oktober | Katharina von Arx                      | Schweizer Schriftstellerin, Journalistin und Künstlerin                                         | 85    |        |
| 25. Oktober | María de las Casas                     | venezolanisches Model                                                                           | 70    |        |
| 25. Oktober | Jenny Dalenoord                        | niederländische Illustratorin                                                                   | 95    |        |
| 25. Oktober | Arthur C. Danto                        | US-amerikanischer Philosoph und Kunstkritiker                                                   | 89    |        |
| 25. Oktober | Nigel Davenport                        | britischer Schauspieler                                                                         | 85    |        |
| 25. Oktober | Friedrich Fetz                         | österreichischer Turner, Sportwissenschaftler und Biomechaniker                                 | 85    |        |
| 25. Oktober | Abu Mohammed al-Golani                 | syrischer Terrorist und Rebellenführer                                                          | 46    |        |
| 25. Oktober | Roy Grantham                           | britischer Gewerkschafter                                                                       | 86    |        |
| 25. Oktober | Frithjof Haas                          | deutscher Kapellmeister und Musikwissenschaftler                                                | 91    |        |
| 25. Oktober | Hertha Hillfon                         | schwedische Keramikerin und Bildhauerin                                                         | 92    |        |
| 25. Oktober | Nicholas Hunt                          | britischer General                                                                              | 82    |        |
| 25. Oktober | Gheorghe Huștiu                        | rumänischer Rugbyspieler, -trainer und -schiedsrichter                                          | 72    |        |
| 25. Oktober | Arne Johansen                          | norwegischer Eisschnellläufer                                                                   | 86    |        |
| 25. Oktober | Götz von Langheim                      | deutscher Schauspieler                                                                          | 85    |        |
| 25. Oktober | Tommy McConville                       | irischer Fußballspieler                                                                         | 67    |        |
| 25. Oktober | Peter Mitterer                         | österreichischer Politiker                                                                      | 66    |        |
| 25. Oktober | Eduard Muraschow                       | litauischer Schauspieler                                                                        | 75    |        |
| 25. Oktober | Hal Needham                            | US-amerikanischer Stuntman, Regisseur und Schauspieler                                          | 82    |        |
| 25. Oktober | Paul Reichmann                         | kanadischer Geschäftsmann                                                                       | 83    |        |
| 25. Oktober | Bill Sharman                           | US-amerikanischer Basketballspieler und -trainer                                                | 87    |        |
| 25. Oktober | Amparo Soler Leal                      | spanische Schauspielerin                                                                        | 80    |        |
| 25. Oktober | Paulinho Tapajós                       | brasilianischer Komponist und Sänger                                                            | 68    |        |
| 25. Oktober | Chico Vaughn                           | US-amerikanischer Basketballspieler                                                             | 73    |        |
| 25. Oktober | Marcia Wallace                         | US-amerikanische Synchronsprecherin und Schauspielerin                                          | 70    |        |
| 25. Oktober | Karl Günter Werber                     | deutscher Heimatforscher und Autor                                                              | 83    |        |
| 25. Oktober | Waltrud Will-Feld                      | deutsche Politikerin                                                                            | 92    |        |
| 25. Oktober | Pankraz Winiker                        | Schweizer Geistlicher                                                                           | 87    |        |
| 26. Oktober | Roger Asselberghs                      | belgischer Jazzmusiker                                                                          | 88    |        |
| 26. Oktober | Tony Brevett                           | jamaikanischer Musiker                                                                          | 65    |        |
| 26. Oktober | Norbert Feinäugle                      | deutscher Germanist                                                                             | 70    |        |
| 26. Oktober | Niklaus von Flüe                       | Schweizer Historiker, Autor und Lehrer                                                          | 79    |        |
| 26. Oktober | Elza Furtado Gomide                    | brasilianische Mathematikerin                                                                   | 88    |        |
| 26. Oktober | Doug Ireland                           | US-amerikanischer Journalist                                                                    | 67    |        |
| 26. Oktober | Martin Irle                            | deutscher Sozialpsychologe                                                                      | 86    |        |
| 26. Oktober | Al Johnson                             | US-amerikanischer R&B-Sänger                                                                    | 65    |        |
| 26. Oktober | Gabriel von Komana                     | belgischer orthodoxer Bischof                                                                   | 67    |        |
| 26. Oktober | Andries Maseko                         | südafrikanischer Fußballspieler                                                                 | 58    |        |
| 26. Oktober | Kurt Strebel                           | Schweizer Mathematiker                                                                          | 92    |        |
| 26. Oktober | Frank Tribble                          | US-amerikanischer Jazzgitarrist                                                                 | 64    |        |
| 27. Oktober | Milutin Baltić                         | jugoslawischer Politiker                                                                        | 92    |        |
| 27. Oktober | Aldo Barbero                           | argentinischer Schauspieler                                                                     | 76    |        |
| 27. Oktober | Aída Bonnelly de Díaz                  | dominikanische Musikwissenschaftlerin, -kritikerin und -pädagogin                               | 87    |        |
| 27. Oktober | Vinko Coce                             | kroatischer Opernsänger                                                                         | 59    |        |
| 27. Oktober | Noel Davern                            | irischer Politiker                                                                              | 67    |        |
| 27. Oktober | Denis Foley                            | irischer Politiker                                                                              | 79    |        |
| 27. Oktober | Olga Gyarmati                          | ungarische Leichtathletin                                                                       | 89    |        |
| 27. Oktober | Detlef Herrmann                        | deutscher Bildhauer                                                                             | 69    |        |
| 27. Oktober | Leonard A. Herzenberg                  | US-amerikanischer Biochemiker, Genetiker und Immunologe                                         | 81    |        |
| 27. Oktober | Eunice Kazembe                         | malawische Politikerin                                                                          | 77    |        |
| 27. Oktober | Eduard Keller                          | Schweizer Musikverleger                                                                         | 69    |        |
| 27. Oktober | Luigi Magni                            | italienischer Filmregisseur                                                                     | 85    |        |
| 27. Oktober | Roger McGee                            | US-amerikanischer Kinderdarsteller                                                              | 86    |        |
| 27. Oktober | Darryn Randall                         | südafrikanischer Cricketspieler                                                                 | 32    |        |
| 27. Oktober | Lou Reed                               | US-amerikanischer Musiker                                                                       | 71    |        |
| 27. Oktober | Albie Thomas                           | australischer Leichtathlet                                                                      | 78    |        |
| 27. Oktober | Karl Heinrich Tinti                    | österreichischer Schriftsteller, Schauspieler und Montanist                                     | 93    |        |
| 27. Oktober | Arno Wolf                              | deutscher Fußballspieler                                                                        | 54    |        |
| 28. Oktober | Troy Clarke                            | australischer Australian-Football-Spieler                                                       | 44    |        |
| 28. Oktober | Gordon Dooley                          | US-amerikanischer Jazztrompeter und Bandleader                                                  | 92    |        |
| 28. Oktober | Franz Fippinger                        | deutscher Psychologe und Pädagoge                                                               | 81    |        |
| 28. Oktober | Peter Liu Guandong                     | chinesischer Bischof                                                                            | 94    |        |
| 28. Oktober | Tommy Gumina                           | US-amerikanischer Akkordeonist                                                                  | 82    |        |
| 28. Oktober | Ferdinand Havlík                       | tschechischer Komponist, Klarinettist und Kapellmeister                                         | 85    |        |
| 28. Oktober | Klaus Heider                           | deutscher Maler und Grafiker                                                                    | 77    |        |
| 28. Oktober | Odysseas Lekatsas                      | griechisch-australischer Fußballspieler und -trainer                                            | 89    |        |
| 28. Oktober | Tadashi Maeda                          | japanischer Politiker                                                                           | 66    |        |
| 28. Oktober | Tadeusz Mazowiecki                     | polnischer Politiker                                                                            | 86    |        |
| 28. Oktober | Ike Skelton                            | US-amerikanischer Politiker                                                                     | 81    |        |
| 28. Oktober | Aleksandar Tijanić                     | jugoslawischer bzw. serbischer Journalist                                                       | 63    |        |
| 28. Oktober | Willy Trapp                            | deutscher Kirchenmusiker                                                                        | 90    |        |
| 28. Oktober | Lambert Maria Wintersberger            | deutscher Maler                                                                                 | 72    |        |
| 28. Oktober | Rajendra Yadav                         | indischer Schriftsteller                                                                        | 84    |        |
| 29. Oktober | Allal Ben Kassou                       | marokkanischer Fußballtorhüter                                                                  | 71    |        |
| 29. Oktober | Jaime Casagrande                       | brasilianischer Fußballspieler                                                                  | 64    |        |
| 29. Oktober | Jean Rénald Clérismé                   | haïtianischer Diplomat und Politiker                                                            | 76    |        |
| 29. Oktober | Stephen H. Crandall                    | US-amerikanischer Bauingenieur und Ingenieurwissenschaftler                                     | 92    |        |
| 29. Oktober | Julia von Grolman                      | argentinische Schauspielerin                                                                    | 78    |        |
| 29. Oktober | Sherman Halsey                         | US-amerikanischer Regisseur und Produzent                                                       | 56    |        |
| 29. Oktober | Rudolf Kehrer                          | deutscher Pianist                                                                               | 90    | [ 12 ] |
| 29. Oktober | Martha W. Longenecker                  | US-amerikanische Künstlerin                                                                     | 93    |        |
| 29. Oktober | Srđa Popović                           | jugoslawischer bzw. serbischer Rechtsanwalt und Bürgerrechtler                                  | 75    |        |
| 29. Oktober | Sheikh Salahuddin                      | bangladeschischer Cricketspieler                                                                | 44    |        |
| 29. Oktober | João Rodrigo Silva Santos              | brasilianischer Fußballspieler                                                                  | 35    |        |
| 29. Oktober | Hans Werner Schmöle                    | deutscher Unternehmer und Politiker                                                             | 71    |        |
| 29. Oktober | John-David Schofield                   | US-amerikanischer anglikanischer Bischof                                                        | 75    |        |
| 29. Oktober | Graham Stark                           | britischer Schauspieler                                                                         | 91    |        |
| 29. Oktober | Yaakov Zur                             | israelischer Historiker                                                                         | 89    |        |
| 30. Oktober | Karl Dittert                           | deutscher Produktdesigner                                                                       | 98    |        |
| 30. Oktober | Nikos Foskolos                         | griechischer Drehbuchautor                                                                      | 87    |        |
| 30. Oktober | Udo Hackländer                         | deutscher Politiker                                                                             | 58    |        |
| 30. Oktober | Claus Friedrich Holtmann               | deutscher Bankmanager                                                                           | 64    |        |
| 30. Oktober | Vaclovas Krutinis                      | litauischer Bildhauer                                                                           | 65    |        |
| 30. Oktober | Dave MacFarlane                        | schottischer Fußballspieler                                                                     | 46    |        |
| 30. Oktober | Joaquín José Morón Hidalgo             | venezolanischer Bischof                                                                         | 71    |        |
| 30. Oktober | Michael Palmer                         | US-amerikanischer Schriftsteller                                                                | 64    |        |
| 30. Oktober | Anca Petrescu                          | rumänische Architektin und Politikerin                                                          | 64    |        |
| 30. Oktober | Robert Shogan                          | US-amerikanischer Journalist und Autor                                                          | 83    |        |
| 30. Oktober | Leepile Taunyane                       | südafrikanischer Fußballfunktionär                                                              | 85    |        |
| 30. Oktober | Ali Rıza Uzuner                        | türkischer Politiker                                                                            | 87    |        |
| 30. Oktober | Frank Wess                             | US-amerikanischer Jazzmusiker                                                                   | 91    |        |
| 31. Oktober | Father John D’Amico                    | US-amerikanischer Jazzpianist und Komponist                                                     | ≈74   |        |
| 31. Oktober | Hans Buchwald                          | US-amerikanischer Kunsthistoriker und Architekt                                                 | ≈80   |        |
| 31. Oktober | Toni Barpi                             | italienischer Schauspieler                                                                      | 93    |        |
| 31. Oktober | Bruno Bertagna                         | italienischer Erzbischof                                                                        | 78    |        |
| 31. Oktober | Ingmar Brantsch                        | deutscher Schriftsteller                                                                        | 73    |        |
| 31. Oktober | Radha Burnier                          | indische Freimaurerin und Theosophin                                                            | 89    |        |
| 31. Oktober | Gunnar Cyrén                           | schwedischer Silberschmied, Künstler und Industriedesigner                                      | 82    |        |
| 31. Oktober | Jagadish Ghimire                       | nepalesischer Schriftsteller                                                                    | 67    |        |
| 31. Oktober | Pete Haycock                           | britischer Musiker                                                                              | 62    |        |
| 31. Oktober | Peter Herden                           | deutscher Schauspieler                                                                          | 95    |        |
| 31. Oktober | Sjur Holsen                            | norwegischer Journalist und Redakteur                                                           | 44    |        |
| 31. Oktober | Trees Huberts-Fokkelman                | niederländische Politikerin                                                                     | 79    |        |
| 31. Oktober | Irene Kane                             | US-amerikanische Schauspielerin, Autorin und Fernsehmoderatorin                                 | 89    |        |
| 31. Oktober | Johnny Kucks                           | US-amerikanischer Baseballspieler                                                               | 80    |        |
| 31. Oktober | Henryk Markiewicz                      | polnischer Literaturwissenschaftler                                                             | 90    |        |
| 31. Oktober | Luis Marré                             | kubanischer Dichter und Schriftsteller                                                          | 84    |        |
| 31. Oktober | Spyridon Ioannis Meliotis              | griechischer Bischof                                                                            | 72    |        |
| 31. Oktober | Jean Otth                              | Schweizer Videokünstler                                                                         | 72    |        |
| 31. Oktober | Bobby Parker                           | US-amerikanischer Bluesmusiker                                                                  | 76    |        |
| 31. Oktober | Richard zur Strassen                   | deutscher Entomologe                                                                            | 86    |        |
| 31. Oktober | Gérard de Villiers                     | französischer Schriftsteller                                                                    | 83    |        |
| 31. Oktober | Lee C. White                           | US-amerikanischer Anwalt                                                                        | 90    |        |